# 白朝乡
白朝乡，是中华人民共和国四川省广元市利州区下辖的一个乡镇级行政单位。

## 行政区划
白朝乡下辖以下地区：
白马街社区、白朝村、马家村、徐家村、卫子村、观音村、永久村、鹅掌村、兴隆村、新华村、星明村、新房村和分水村。